# Jean-Dominique Bauby
Jean-Dominique Bauby (Paris, 23 de abril de 1952 – Berck, 9 de março de 1997) foi um conhecido jornalista e escritor francês, editor da revista de moda Elle durante vários anos.

## Biografia
No dia 8 de dezembro de 1995, aos 43 anos de idade, Bauby sofreu um grave acidente vascular cerebral e entrou em coma. Ao acordar, 20 dias depois, no Hospital Marítimo de Berck-sur-Mer, descobriu que perdera a capacidade de se movimentar e de falar; podia apenas piscar o olho esquerdo. Em seguida, a pálpebra do olho direito foi "obliterada" (amarrada) para não infeccionar. Em tal rara condição, conhecida como síndrome do encarceramento, os movimentos do corpo inteiro são paralisados, mas as faculdades mentais se mantêm perfeitas. Bauby também perdeu 27 kg (60 libras) nas primeiras 20 semanas após o AVC.

## Memórias
Apesar de sua condição física, Bauby escreveu o livro O Escafandro e a Borboleta com um método desenvolvido por sua fonoaudióloga: enquanto letras do alfabeto eram recitadas lentamente na ordem decrescente de freqüência na língua francesa, o paciente piscava a pálpebra esquerda quando a letra que queria era dita. Assim, ele "ditava" à pessoa que tomava notas todo o livro, não apenas palavra por palavra, mas ainda letra por letra. A partir de algum tempo, a assistente já deduzia palavras e frases inteiras com as primeiras poucas letras. Bauby teve de compor e editar o livro inteiramente em sua cabeça.
O livro foi publicado na França em 1997. Bauby morreu apenas dez dias depois, em conseqüência de uma pneumonia. Ele foi enterrado no jazigo de família no Cemitério Père-Lachaise em Paris.
Deixou dois filhos: Théophile e Céleste.

## Filme
Em 2007, o pintor e cineasta Julian Schnabel lançou o filme Le scaphandre et le papillon (filme), adaptado do livro O Escafandro e a Borboleta. O filme estrela o ator francês Mathieu Amalric como Bauby e rendeu a Schnabel o troféu de Melhor Diretor no Festival de Cannes de 2007, um Globo de Ouro e uma indicação ao Óscar de Melhor Diretor.